# Estado Táchira
Táchira es uno de los veintitrés estados que, junto con el Distrito Capital y las Dependencias Federales, forman la República Bolivariana de Venezuela. Su capital es la ciudad de San Cristóbal y está ubicado al oeste del país, en la región de los Andes. Limita al norte con Zulia, al noreste con Mérida, al sur con Barinas y Apure, y al oeste con la  República de Colombia. Con 11 100 km² de extensión, es el octavo Estado menos extenso y, con 1 416 625 habitantes en 2023, es el noveno más poblado.
Está conformado por 29 municipios autónomos y 66 parroquias civiles. Entre sus principales ciudades se encuentran San Cristóbal, Táriba, Rubio, La Grita, San Antonio del Táchira, La Fría, Santa Ana del Táchira, Capacho Nuevo, San Juan de Colón , Cordero y Capacho Viejo. Su temperatura promedio se sitúa entre los 10 y 25 °C.

## Toponimia
Se han identificado posibles orígenes sobre el vocablo Táchira, así una hipótesis afirma que la palabra es un vocablo indígena —con base en dialectos chibchas— compuesto por tres partículas: ta, «labranza» (como raíz), chi, «nuestro, que nos pertenece» y el sufijo rá, «elemento que expresa lugar, momento o posición (...)» con respecto al futuro. De esa manera, significaría aproximadamente un término como: «La tierra que será nuestra heredad» o «La tierra de nuestra heredad».
Por otra parte, se cree que Táchira proviene de un vocablo chibcha proveniente del término «tachure», con el que se identifica a una planta tintórea de color morado que tiene usos medicinales, conocida con el nombre de tun-túa o sibidigua (Jatropha gossypiifolia). [cita requerida]

## Historia
Poblada principalmente por grupos de origen timotes, cuicas, chibchas y como los Machirí, Umuquena y Táriba, además de etnias Caribes (Ubateras) y Arahuacas. el territorio fue extensamente colonizado en el siglo XVI.

### Cronología
Con la fundación de San Cristóbal en 1561 por el Capitán Juan Maldonado Ordóñez y Villaquirán y La Grita en 1576 por Francisco de Cáceres, se inicia la explotación agrícola de la zona, lo que da origen a la creación de nuevos asentamientos. Desde su fundación en 1576 La Grita fue capital de la provincia de La Grita, por lo que la importancia de esta ciudad fue primigenia en la región hasta la llegada de empresas comercializadoras europeas al estado, que se instalaron principalmente en la más accesible y mejor comunicada San Cristóbal.
En 1781 Juan José García de Hevia lidera La Insurrección de los Comuneros de Los Andes,  un movimiento anticolonial revolucionario que buscaba liberar a Venezuela del colonialismo del Imperio Español, bajo la búsqueda de la rebaja de los impuestos.
Durante la guerra de Independencia de Venezuela, Simón Bolívar invadió el país a través del Táchira en su Campaña Admirable.
A pesar del crecimiento poblacional progresivo de la región, de su importancia como principal productor de café de Venezuela durante más de doscientos años y de la llegada de importantes casas comerciales europeas en el siglo XIX, el estado se mantuvo relativamente aislado del resto del país, siendo mayor la influencia recibida culturalmente desde Colombia durante muchos años.
En un país que en la actualidad depende de una economía basada en la renta petrolera, el Táchira tuvo el privilegio de tener los primeros pozos de explotación petrolífera en Venezuela. A finales del siglo XIX nació la industria petrolera nacional en el lugar ahora llamado La Petrolia.
En 1895, se inaugura el Gran Ferrocarril del Táchira, su construcción se inició en 1893 con una extensión de 105 kilómetros entre La Fría y Encontrados para movilizar las grandes cosechas de café tachirense.
En 1899, Cipriano Castro inicia la invasión de Venezuela desde el Estado Táchira con un grupo armado enfrentado al régimen de Ignacio Andrade, triunfada la revolución, Castro llega a presidencia de la república. Los sucesivos presidentes de Venezuela de origen tachirense inician un proceso de mayor integración del estado al país con la construcción de mejores vías de comunicación y las instrumentación de medidas de control sobre el comercio agrícola del Estado que era casi totalmente exportado.
El 21 de agosto de 2015 el presidente de Venezuela, Nicolás Maduro declara parcialmente un Estado de excepción en el estado Táchira, por la crisis diplomática con Colombia, mediante el cual son afectadas cinco entidades municipales por la medida presidencial.
Historia Territorial
- En 1856 formó parte de la provincia del Táchira dentro de los territorios de La Grita, Lobatera, San Antonio y San Cristóbal.

- En 1863 adquiere la categoría de Estado, hecho que es ratificado en 1864 cuando pasó a formar parte, como estado independiente, de los Estados Unidos de Venezuela.

- Entre 1867 y 1868 formó parte del Estado Zulia.

- En 1881, cuando el país se dividió en 9 Estados, pasó a integrar, junto con Guzmán (Mérida) y Trujillo, el Gran Estado Los Andes.

- En 1899 se disuelve el Estado Los Andes y Táchira recupera su categoría de Estado independiente que mantiene hasta hoy.

- Ha permanecido como estado desde 1899, aunque al igual que otros estados de Venezuela no consiguió autonomía plena sino a principios de la década de 1990.

### Tierra de gobernantes

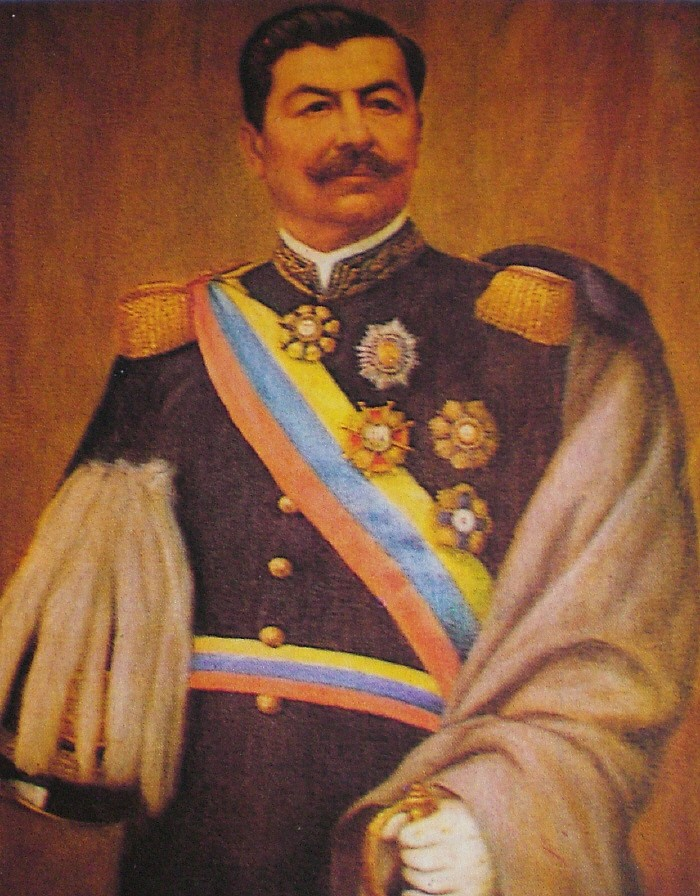
Juan Vicente Gómez, su mandato ha sido el más longevo en la historia venezolana, 27 años.

Del Estado Táchira son originarios siete presidentes de Venezuela, que gobernaron en su mayoría gran parte del siglo XX, Cipriano Castro, Juan Vicente Gómez, Eleazar López Contreras, Isaías Medina Angarita, Marcos Pérez Jiménez, Carlos Andrés Pérez y Ramón José Velázquez
Cipriano Castro, nacido en el Táchira, entró a Venezuela en una campaña militar para tomar el poder en la llamada Revolución Restauradora, que ocurriría en 1899; Castro gobernaría hasta que su amigo y compañero de armas Juan Vicente Gómez, también tachirense, lo traicionara y tomara el poder en 1908. Ya como presidente, Gómez gobernaría a Venezuela durante 27 años, aprovechando el empuje de la naciente industria petrolera; Gómez convirtió a la agrícola y cafetalera Venezuela en una de las principales naciones exportadoras de crudo. Gobernaría hasta su muerte en 1935. Con el fin del gobierno de Gómez, en 1936, es Eleazar López Contreras quien toma su lugar, su gobierno se ve afectado por manifestaciones y huelgas. A López Contreras se debe la creación del Museo de Bellas Artes de Caracas y la creación de la Guardia Nacional en 1936. Otro tachirense, el general Isaías Medina Angarita, le sucedió en 1941, fue un demócrata pacifista, que legalizó los partidos políticos y promovió la libertad de expresión, creó el Sistema de cedulación y constituyó el Instituto Venezolano del Seguro Social (IVSS), además comenzó el desarrollo urbanístico de la Caracas moderna, como el complejo urbano y comercial de El Silencio. Fue derrocado por un golpe de Estado fomentado por AD y los militares liderados por Marcos Pérez Jiménez, descontentos por sus políticas liberales y progresistas.
Marcos Pérez Jiménez, de Michelena, gobernaría a Venezuela de manera dictatorial durante 6 años hasta el 23 de enero de 1958, siendo depuesto por un golpe de Estado; aunque bajo su mandato se realizaron importantes obras de infraestructura, también se cometieron serias violaciones a los derechos humanos.
Carlos Andrés Pérez, presidente que nacionalizó las industrias del hierro y el petróleo, creando PDVSA y otras compañías que se encargarían de todas las operaciones petrolíferas, herríferas y de otras materias en Venezuela, gobernó el país durante dos períodos (1974-1979 y 1989-1993), fue el primero de los presidentes tachirenses en ser elegido por sufragio universal, directo y secreto. En su segundo gobierno, se convirtió el primer presidente de la historia democrática de Venezuela en ser destituido de su cargo por dictamen del Congreso de la República acusado de corrupción. En el lugar de Pérez iría Ramón José Velásquez, que sería presidente provisional por un breve período entre 1993 y 1994.

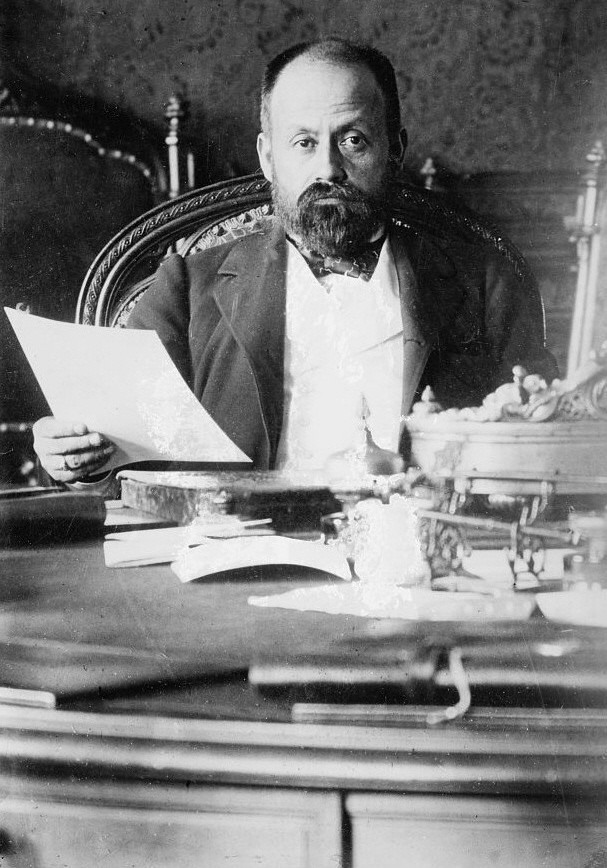
Cipriano Castro (1899-1908) Libertad Capacho Viejo
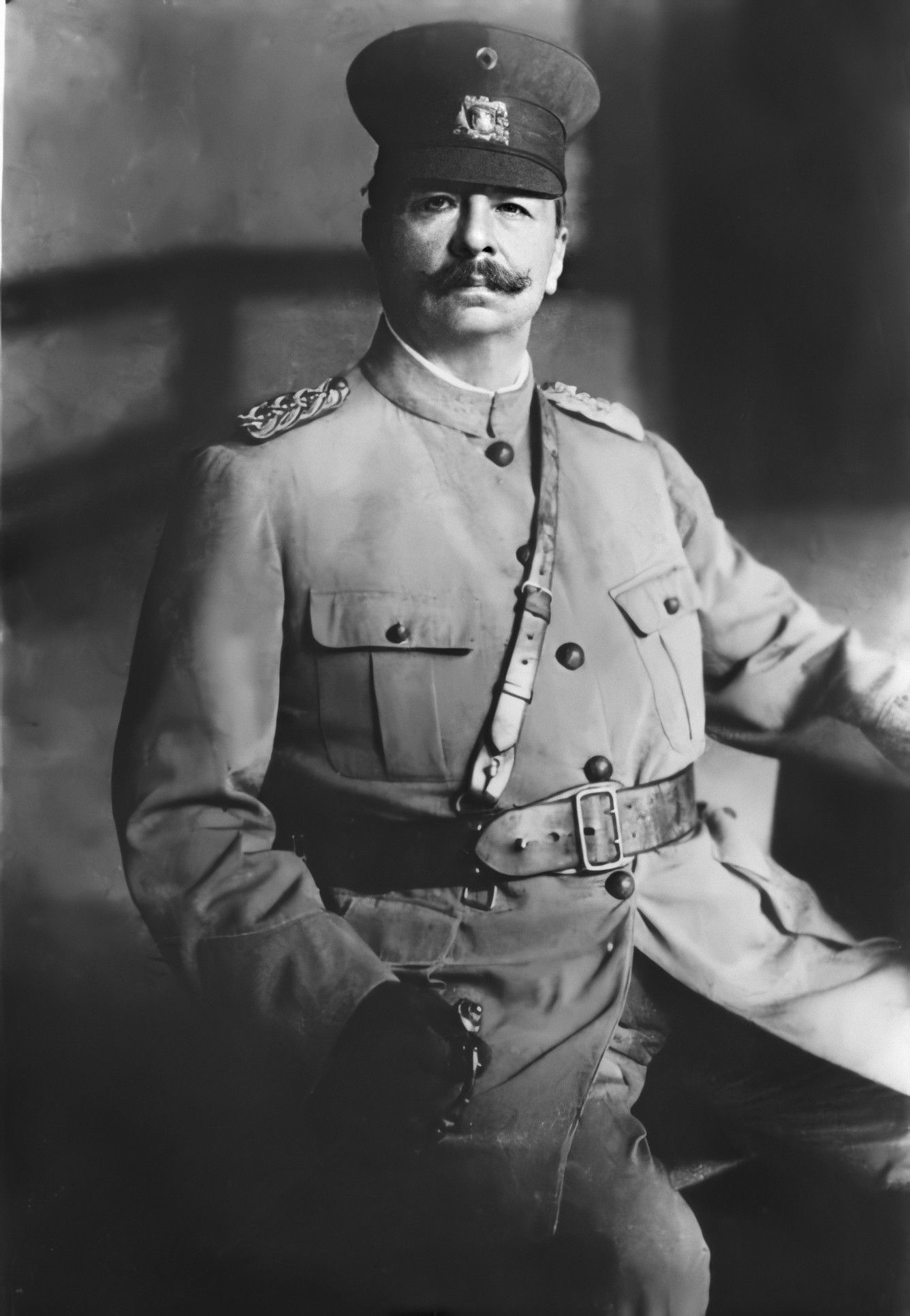
Juan Vicente Gómez (1908-1935) Bolívar La Mulera
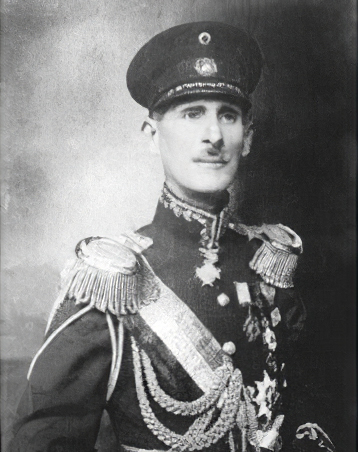
Eleazar López Contreras (1935-1941) Sucre Queniquea
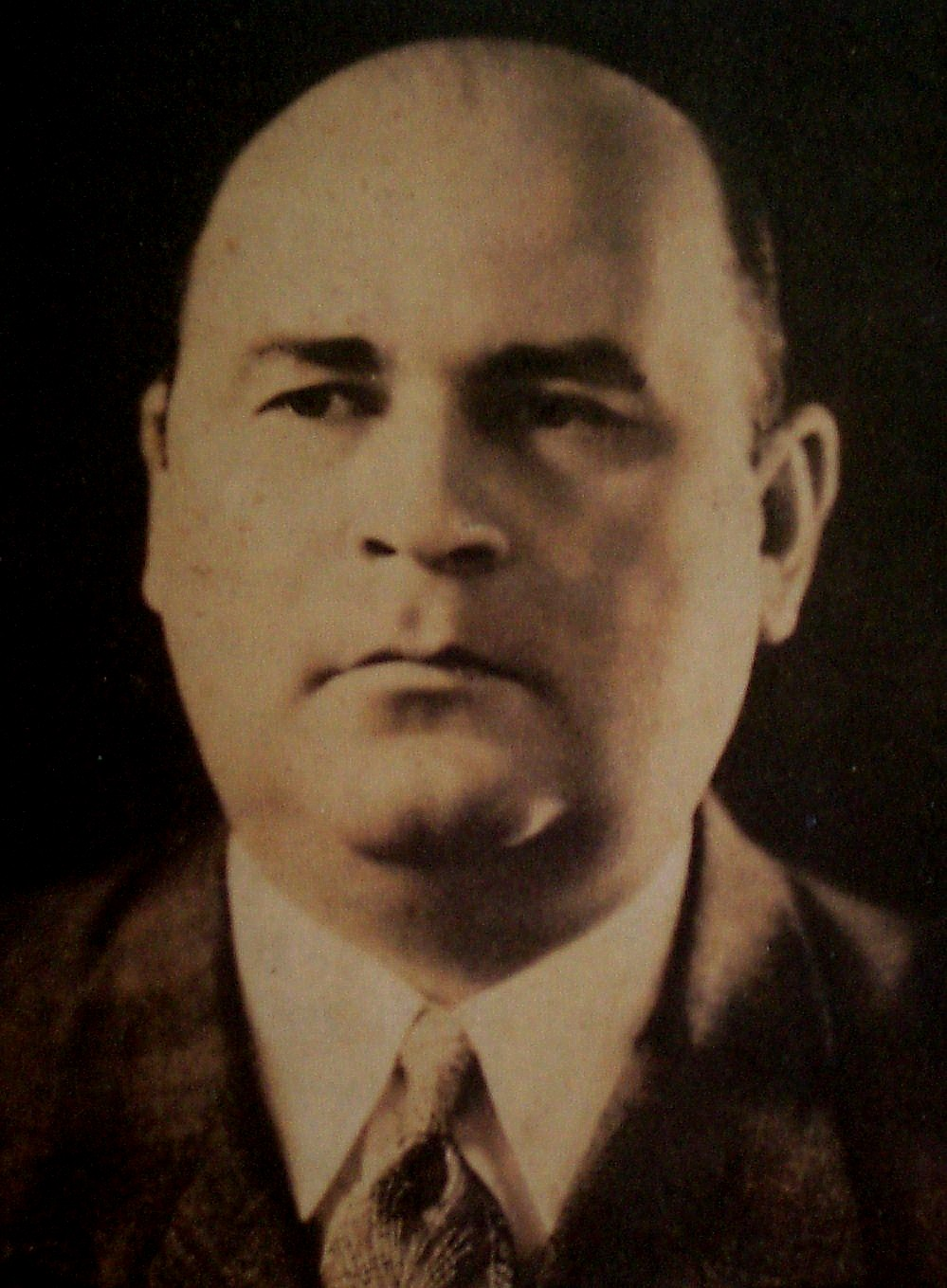
Isaías Medina Angarita (1941-1945) San Cristóbal San Cristóbal
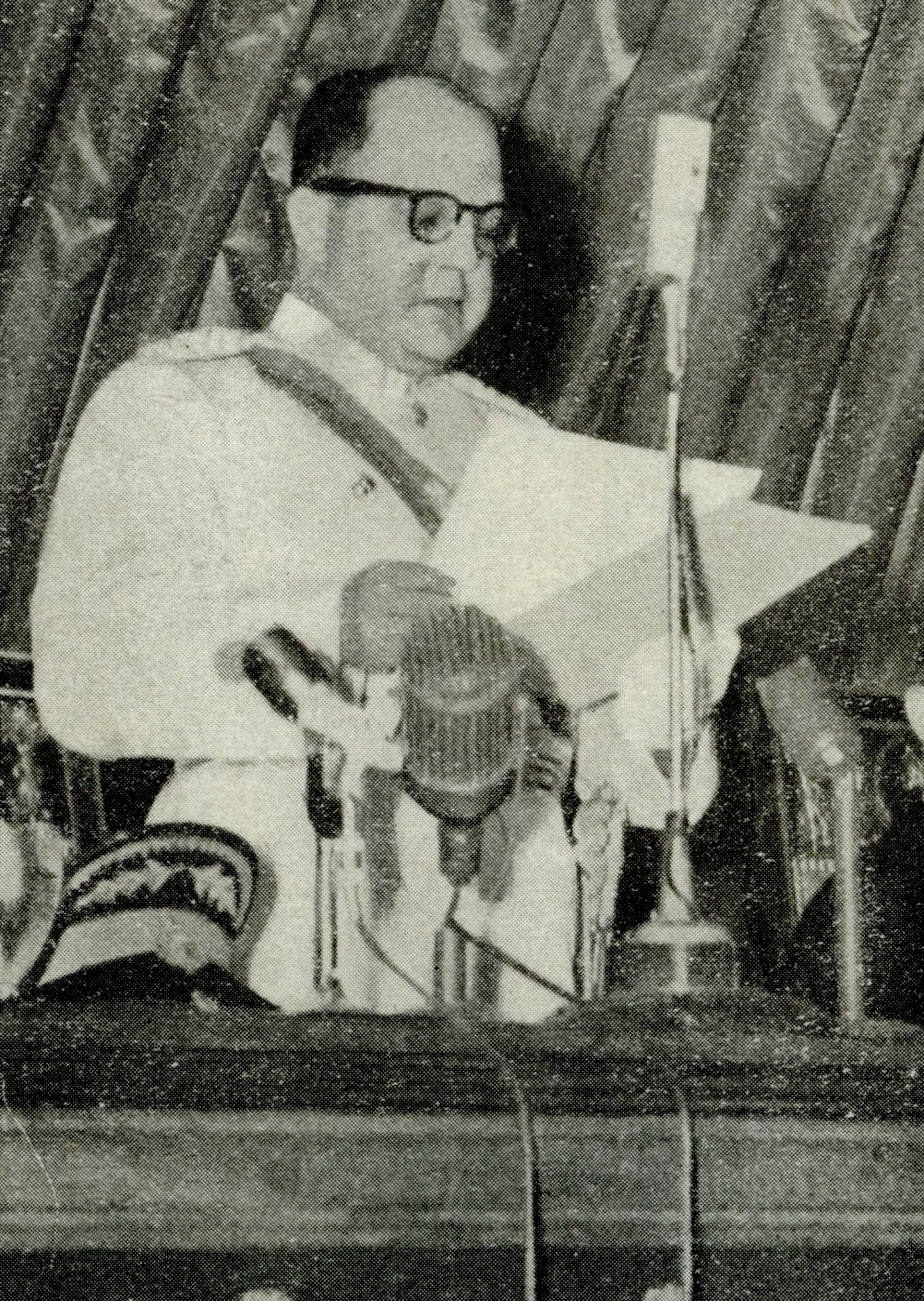
Marcos Pérez Jiménez (1952-1958) Michelena Michelena
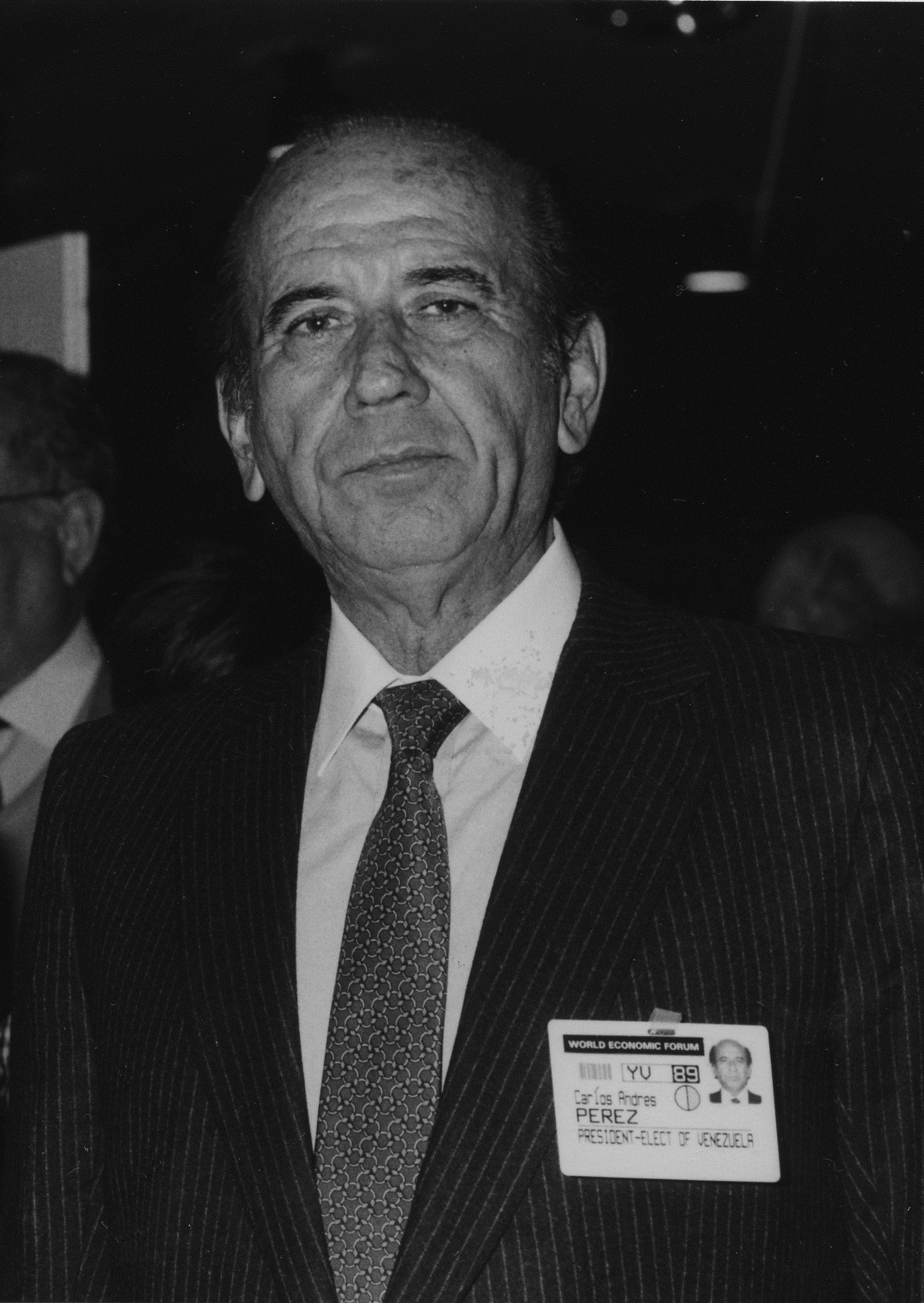
Carlos Andrés Pérez (1974-1979, 1989-1993) Junín Rubio
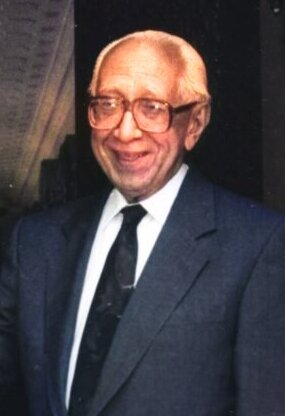
Ramón J. Velázquez (1993-1994) Ayacucho San Juan de Colón

### Fundación del Estado
San Cristóbal, capital del Estado Táchira de Venezuela, fue fundada el 31 de marzo de 1561 por el Capitán del ejército español Juan Maldonado Ordóñez y Villauirán. San Cristóbal, ubicada en los Andes venezolanos, también es conocida como la Ciudad de la Cordialidad, y su proximidad con la frontera colombiana es de tan solo 57 km.
Cuando los conquistadores comenzaron a explorar las tierras del Nuevo Mundo y llegaron al valle donde está ubicada la ciudad de San Cristóbal en 1547 se encontraron con varias tribus indígenas; en este año partió una excursión de soldados españoles desde el Tocuyo hasta San Cristóbal liderada por Alonso Pérez de Tolosa, y dio como resultado el descubrimiento del valle de San Cristóbal. Años más tarde, en 1558, Juan Rodríguez Suárez explora los andes venezolanos, pasando por Zulia y Táchira hasta llegar a Mérida y fundarla. Como el capitán Juan Rodríguez Suárez no estaba autorizado para fundar ciudades,  fue enviado el capitán Juan Maldonado y Ordóñez de Villaquirán para apresar a Rodríguez Suárez, también con la autoridad para fundar ciudades, de modo que en esa ocasión, llegó junto con 35 soldados al Valle de Santiago, en las riberas del río Torbes y lo fundó con el nombre de Villa de San Cristóbal el 31 de marzo de 1561.
La ciudad se fundó en el sitio donde estaba radicada la tribu indígena Las Auyamas, y fue elegido por los conquistadores por estar ubicado estratégicamente para defender la recién fundada villa de las otras tribus de indígenas.
En orden de importancia, La Grita ocupaba el primer lugar, pero en 1856 cuando fue constituido el Estado Táchira, San Cristóbal se convirtió en su capital. La ciudad adoptó por mucho tiempo las costumbres colombianas, dada su proximidad y el aislamiento en que se encontraba, puesto que las vías de comunicación eran defectuosas e insuficientes, pero a principios del siglo XX se construyó la carretera trasandina, que unió a los Andes con el centro de Venezuela, y produjo un acercamiento entre la zona andina y el resto del país.

### Historia reciente
El 15 de octubre del mismo año, resultó elegida Laidy Gómez como gobernadora del Estado Táchira, perteneciente al partido AD, convirtiéndose en la primera mujer en dirigir este estado. A principios de abril de 2018, un brote del mal de Chagas deja al menos cinco muertos .

## Geografía
Atravesada por la extensión de la cordillera de los Andes de sur a noroeste, la misma divide al estado en tres regiones diferenciadas y con clima particular:
- Circuito de la montaña; en esta región se encuentran los principales asentamientos urbanos del estado, el clima es templado de altura[7] en la mayor parte de la región y de páramo de altura en las elevaciones superiores a los 3000 m s. n. m., con leves variaciones a lo largo del año, presenta una clara época de lluvias de mayo a octubre. La orografía es accidentada e influida por el curso de numerosos ríos y quebradas que forman valles en la base de las montañas, como ejemplo la ciudad capital está asentada sobre el valle del río Torbes, esta zona representa la mayor parte de la superficie del estado. Las principales ciudades ubicadas en esta zona son: San Cristóbal, Táriba, Cordero, Michelena, Rubio y La Grita.

- Circuito panamericano: esta zona está ubicada principalmente al norte del estado, comparte las características climáticas de la región sur del lago (de Maracaibo), con un clima Tropical de Selva, altas pluviosidades y elevadas temperaturas. Esta región es uno de los principales centros de producción ganadera de Venezuela. Está en la frontera de los estados Zulia y Mérida. Las principales poblaciones de esta región son: La Fría, La Tendida y Coloncito.

- Región llanera: una pequeña parte de los llanos venezolanos se encuentran brevemente al sureste del estado Táchira, en la frontera con los estados Apure y Barinas, el clima es tropical de sabana, con menor humedad que en la zona panamericana, es también una región de alta producción ganadera. Sus principales poblaciones son: La Pedrera, El Piñal y Abejales.

### Clima

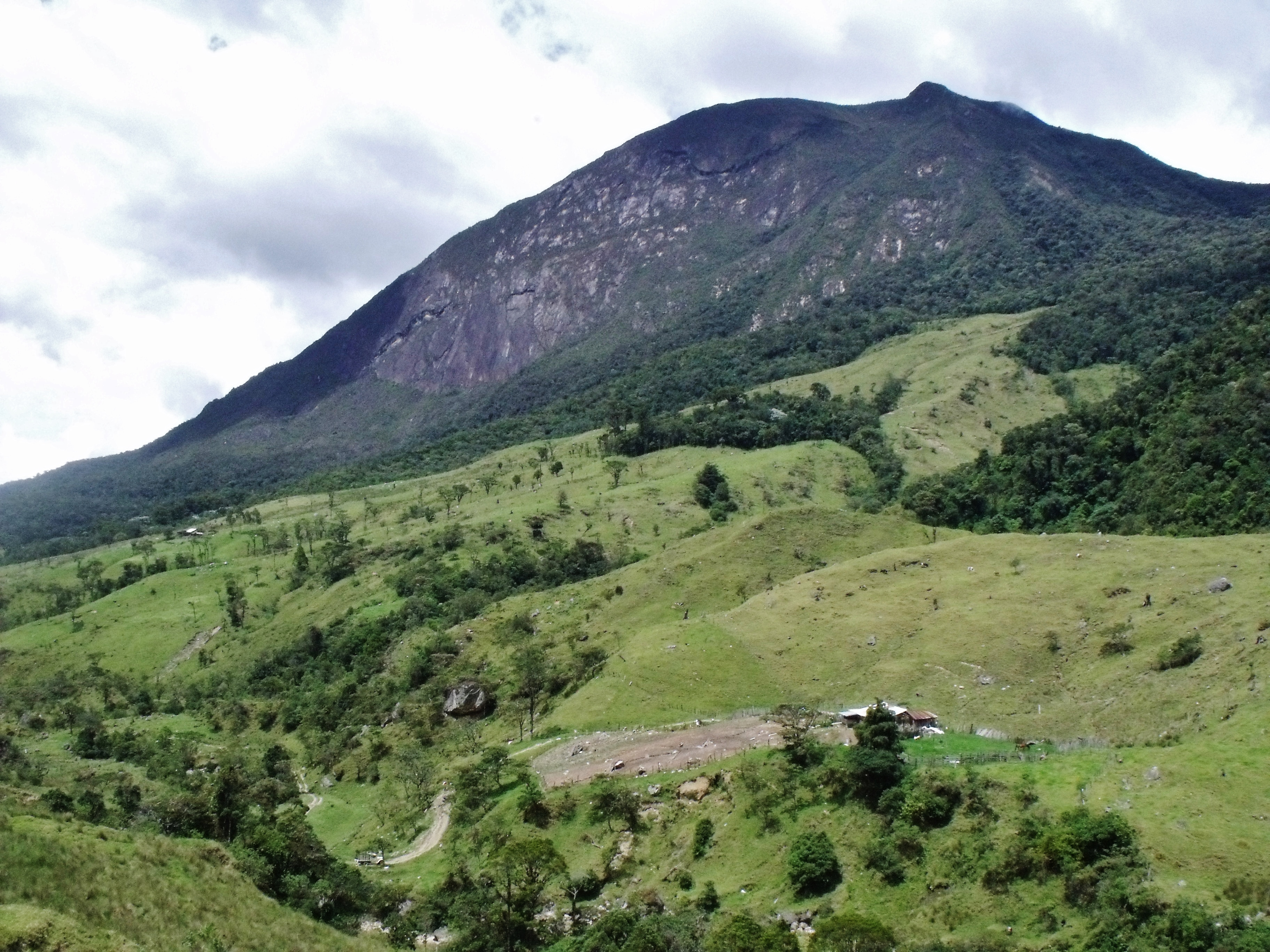
Cerro el Cobre

El clima presenta grandes variaciones, principalmente debido a las modificaciones por la altura, en poblaciones de la vía al llano, en el piedemonte (El Piñal, San Joaquín de Navay, Abejales, entre otras), puede alcanzar temperaturas de 30 °C al igual que en la ruta Panamericana (La Fría, Coloncito). En la capital, San Cristóbal, temperatura promedio diurna es de 24 °C y la nocturna 18 °C. Sin embargo, en ciudades como Pregonero, El Cobre, La Grita y otras ubicadas a mayor altura, la temperatura es considerablemente menor (hasta 10 °C).

### Vegetación
La vegetación de montaña incluye ejemplares como el pino laso y eucaliptos. Son abundantes los apamates y el cedro criollo. Los mangos, guamas, pomarrosas, guayabas y otros árboles frutales son comunes en la mayor parte del estado.

### Hidrografía
La hidrografía es variada, hay varios ríos de considerable cauce; el río Torbes, el río Caparo, el río Uribante y el Doradas entre otros, existen también algunos lagos y embalses, como el embalse Uribante, el embalse Caparo, la Laguna de García, la Laguna El Rosal, la Laguna de Ríobobo, entre otras.

## Organización administrativa

### Capital del Estado
La ciudad de San Cristóbal es la capital del Estado. Es un importante polo económico para el país ya que se encuentra en el eje fronterizo colombo-venezolano y, por ende, es una ciudad comercial donde pequeños y medianos empresarios desarrollan importantes transacciones mercantiles. Cuenta con una población metropolitana que supera los 400 000 habitantes. Su topografía se extiende bajo una sucesión de terrazas fluviales y tiene una temperatura promedio de 23 °C. Está a una altitud de 825 metros sobre el nivel del mar, lo cual le da un clima agradable. San Cristóbal fue fundada el 31 de marzo de 1561, por el capitán y adelantado Juan Maldonado y Ordóñez, lo cual la hace una de las ciudades más antiguas de Venezuela. 
Actualmente, la ciudad de San Cristóbal es reconocida por su amplia actividad académica y  cultural. Son reconocidas sus universidades: Universidad de los Andes (núcleo Táchira), Universidad Nacional Experimental del Táchira (UNET) y la Universidad Católica del Táchira (UCAT), entre otras, así como por su Feria Internacional de San Sebastián.

### Municipios

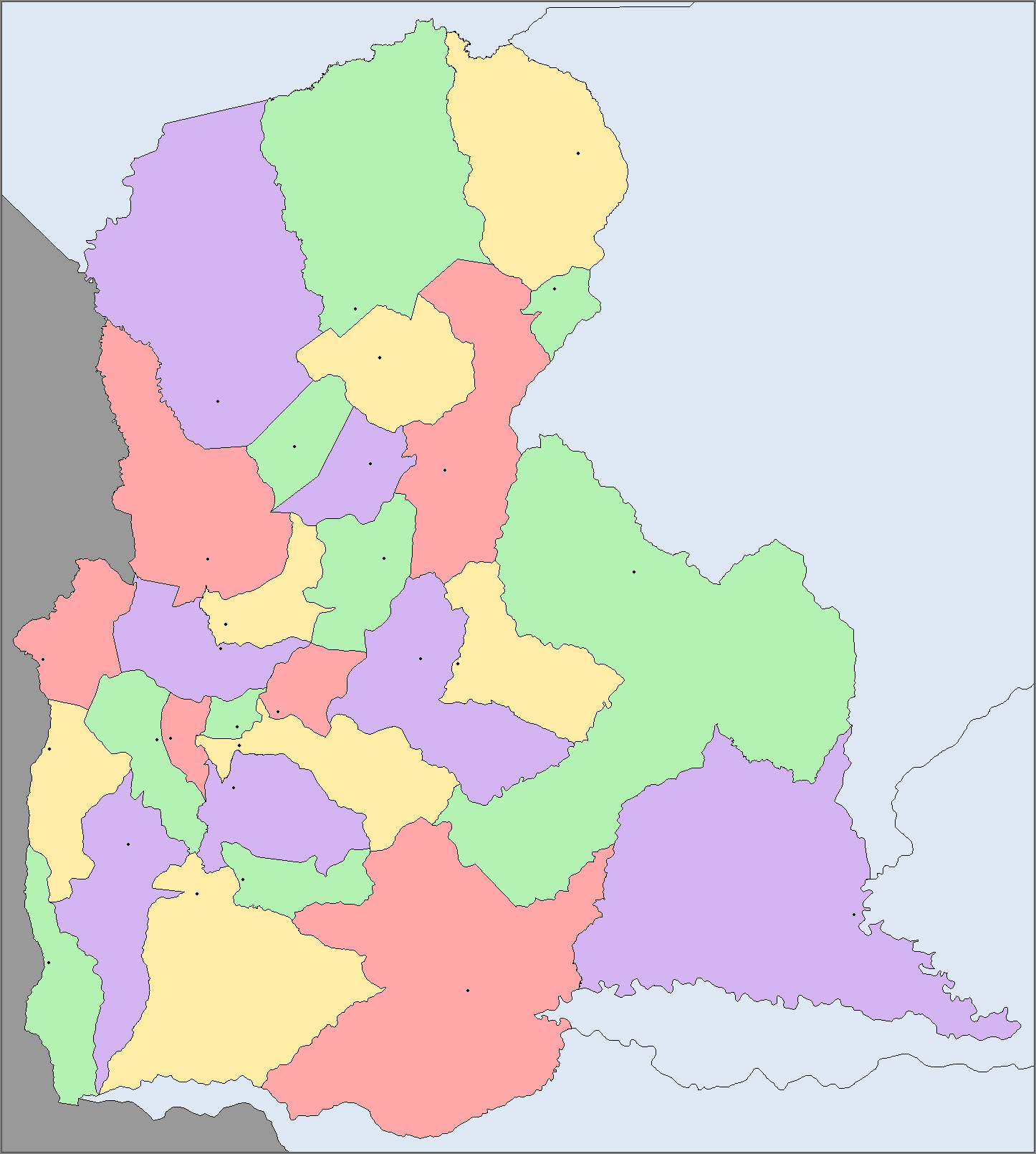
División político-administrativa

El Estado Táchira, está organizado en 29 municipios y 66 parroquias, lo que hace a este estado el más dividido geopolíticamente en toda Venezuela. Los 29 municipios se ven a continuación:
| Escudo | Municipio              | Capital             | Superficie | Población      | Ubicación |
| ------ | ---------------------- | ------------------- | ---------- | -------------- | --------- |
|        | Andrés Bello           | Cordero             | 102 km²    | 33.358 hab.    |           |
|        | Antonio Rómulo Costa   | Las Mesas           | 145 km²    | 11.528 hab.    |           |
|        | Ayacucho               | San Juan de Colón   | 484 km²    | 57.427 hab.    |           |
|        | Bolívar                | San Antonio         | 198 km²    | 71.630 hab.    |           |
|        | Cárdenas               | Táriba              | 262 km²    | 147.584 hab.   |           |
|        | Córdoba                | Santa Ana           | 619 km²    | 33.438 hab.    |           |
|        | Fernández Feo          | El Piñal            | 1.084 km²  | 38.893 hab.    |           |
|        | Francisco de Miranda   | San José de Bolívar | 262 km²    | 6.000 hab.     |           |
|        | García de Hevia        | La Fría             | 910 km²    | 61.568 hab.    |           |
|        | Guásimos               | Palmira             | 32 km²     | 50.873 hab.    |           |
|        | Independencia          | Capacho Nuevo       | 64 km²     | 47.114 hab.    |           |
|        | Jáuregui               | La Grita            | 454 km²    | 41.684 hab.    |           |
|        | José María Vargas      | El Cobre            | 266 km²    | 11.126 hab.    |           |
|        | Junín                  | Rubio               | 315 km²    | 89.528528 hab. |           |
|        | Libertad               | Capacho Viejo       | 152 km²    | 31.275 hab.    |           |
|        | Libertador             | Abejales            | 1139 km²   | 23.233 hab.    |           |
|        | Lobatera               | Lobatera            | 252 km²    | 14.844 hab.    |           |
|        | Michelena              | Michelena           | 135 km²    | 21.953 hab.    |           |
|        | Panamericano           | Coloncito           | 776 km²    | 30.521 hab.    |           |
|        | Pedro María Ureña      | Ureña               | 177 km²    | 57.394 hab.    |           |
|        | Rafael Urdaneta        | Delicias            | 192 km²    | 7.828 hab.     |           |
|        | Samuel Darío Maldonado | La Tendida          | 533 km²    | 16.503 hab.    |           |
|        | San Cristóbal          | San Cristóbal       | 241 km²    | 405.872 hab.   |           |
|        | San Judas Tadeo        | Umuquena            | 253 km²    | 9.000 hab.     |           |
|        | Seboruco               | Seboruco            | 117 km²    | 11.000 hab.    |           |
|        | Simón Rodríguez        | San Simón           | 69 km²     | 3.800 hab.     |           |
|        | Sucre                  | Queniquea           | 376 km²    | 8.325 hab.     |           |
|        | Torbes                 | San Josecito        | 110 km²    | 51.326 hab.    |           |
|        | Uribante               | Pregonero           | 1502 km²   | 21.000 hab.    |           |
|        | Estado Táchira         | San Cristóbal       | 11.221 km² | 1.416.625 hab. |           |

### Principales poblaciones
La zona metropolitana de San Cristóbal, conformada por los municipios Andrés Bello, Cárdenas, Córdoba, Guásimos, Libertad, Independencia, Tórbes y San Cristóbal alberga para el año 2017 alrededor de 650 512 habitantes, lo que representa la mayor concentración de población de la entidad.

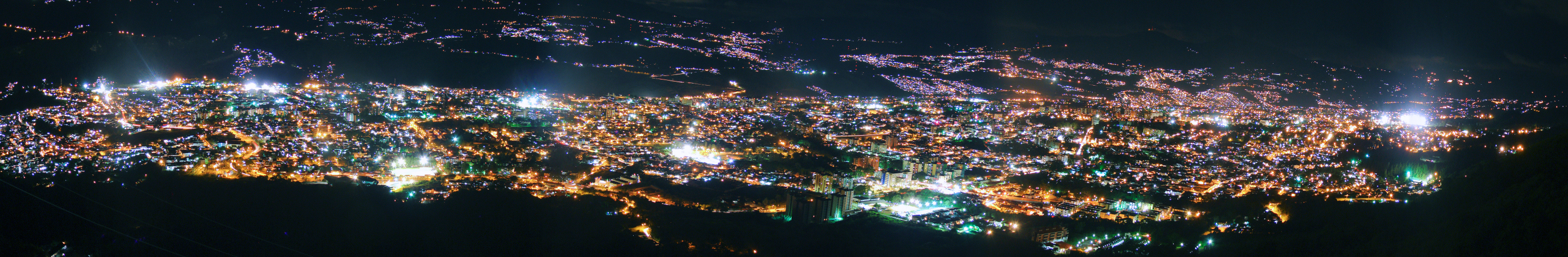
Vista parcial de la conurbación de San Cristóbal y su área metropolitana

Densidad de población

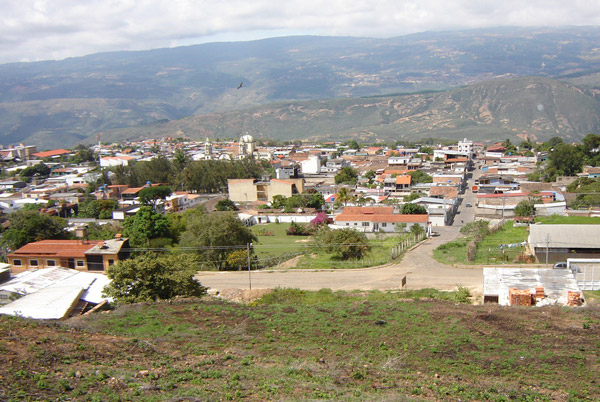
Vista de la ciudad de Michelena.

De acuerdo a los datos proyectados por el INE para el año 2017 los principales centros poblados son:
- San Cristóbal: 285 872 habitantes.
- Táriba: 135 047 habitantes.
- Rubio: 91 991 habitantes.
- San Antonio del Táchira: 65 461 habitantes.
- San Juan de Colón: 61 427 habitantes
- Ureña: 55 394 habitantes.
- La Fría: 51 164 habitantes.
- El Piñal: 47 856 habitantes.
- Palmira: 46 919 habitantes.
- La Grita: 43 684 habitantes.
- Cordero: 20 998 habitantes.

## Composición étnica
La mayoría de la población es mixta con rasgos fenotípicos europeos. Es el estado de Venezuela con mayor proporción de castizos y mestizos en su mayoría descendientes de españoles e indígenas. La población africana, históricamente ha sido muy reducida, por lo que la mayoría de sus habitantes, no poseen rasgos fenotípicos africanos.  

### Banderas de Municipios
| Bandera | Municipio              | Gentilicio             |
| ------- | ---------------------- | ---------------------- |
|         | Andrés Bello           | Bellense               |
|         | Antonio Rómulo Costa   | Costense               |
|         | Ayacucho               | Ayacuchense            |
|         | Bolívar                | Bolivarense            |
|         | Cárdenas               | Cardenense             |
|         | Córdoba                | Cordobense             |
|         | Fernández Feo          | Feoense                |
|         | Francisco de Miranda   | Riobobero / Riobobense |
|         | García de Hevia        | Heviano (a)            |
|         | Guásimos               | Guasimense             |
|         | Independencia          | Independencista        |
|         | Jáuregui               | Jaureguino             |
|         | José María Vargas      | Varguense              |
|         | Junín                  | Juninense / Juniense   |
|         | Libertad               | Libertarense           |
|         | Libertador             | Libertadoreño (a)      |
|         | Lobatera               | Lobaterense            |
|         | Michelena              | Michelenense           |
|         | Panamericano           | Panamericano (a)       |
|         | Pedro María Ureña      | Ureñense               |
|         | Rafael Urdaneta        | Deliciano (a)          |
|         | Samuel Dario Maldonado | Samueldariense         |
|         | San Cristóbal          | Sancristobalense       |
|         | San Judas Tadeo        | Sanjudense             |
|         | Seboruco               | Seboruquense           |
|         | Simón Rodríguez        | Rodriguense            |
|         | Sucre                  | Sucrense / Queniqueo   |
|         | Torbes                 | Torbense               |
|         | Uribante               | Uribantino (a)         |
|         | Estado TÁCHIRA         | Tachirense             |

### Cambio de nombre de algunos Municipios[citarequerida]
Con el objeto de enaltecer la idiosincrasia de ciertos municipios, marcar un gentilicio propio de la región, y diferenciarse de otros municipios que constituyen otros estados venezolanos, se propone el optar por una revaluación en cuanto al nombre de ciertos municipios, para ello, se indagó la historia y fundación de la autonomía de las mencionadas entidades con el fin de bautizarles de manera más categórica y territorial.
La mayoría de los municipios del Táchira tienen nombres acordes a su cultura, por tanto, la lista de modificación solo integra siete (7) de estas entidades.
| Nombre actual del municipio | Nombre Propuesto     | Capital             | Motivos | Gentilicio            |
| --------------------------- | -------------------- | ------------------- | --- | --------------------- |
| Antonio Rómulo Costa        | Alta Costa Las Mesas | Las Mesas           | Ubicándose en pleno pie de monte andino, con una altura de 420 m s. n. m.; además, conservando el segundo apellido de Antonio Rómulo Costa. Al ser la única parroquia, los habitantes de Las Mesas pueden solicitar tener un Municipio con nombre homónimo a la Capital | Altocostense Mesenses |
| Francisco de Miranda        | Río Bobo Babuquena   | San José de Bolívar | Ambos fueron nombres con los cuales se conoció la actual capital del municipio (San José de Bolívar). Además Riobobero es el actual gentilicio de sus habitantes | Riobobero Babuquense  |
| Pedro María Ureña           | Nueva Ureña          | Ureña               | Nueva Ureña sería el nombre de fusión de sus dos Parroquias (Nueva Arcadia y Ureña). | Neoureñense           |
| Libertador                  | Sioca                | Abejales            | En el año 1937 Abejales estuvo a punto de desaparecer como consecuencia de una prolongada sequía; la población fue reubicada a varios kilómetros de su ubicación actual en las riberas de Sioca, actualmente conocido como Río Caparo                                   | Siocareño (a)         |
| José María Vargas           | Dojomava             | El Cobre            | DOJOMAVA son las iniciales del doctor José María Vargas. | Dojomavense           |
| Rafael Urdaneta             | Delicias             | Delicias            | Delicias al ser la única Parroquia de este municipio puede optar a poseer un municipio con nombre homónimo. | Deliciano             |

## Economía

### Sector primario
- Pesca: blanco pobre, cachama, cajaro, coporo, palometa, torumo, tumare (en ríos)y bagre.
- Productos agrícolas: ajo, cambur, caña de azúcar, café, caraota, cebolla, papa, plátano y tomate, y agregando la floristería en parte del municipio Andrés Bello, José María vargas, jauregui y sucre en sus zonas rurales.
- Producción pecuaria: ganado vacuno principalmente.
- Recursos forestales: bucare, guamo, lacre, laurel, manteco, pino laso, quindu, entre otros.

#### Actividad industrial
- Zona industrial de Ureña, la más grande y diversa del estado (carrocerías, plásticos, textiles, muebles, construcción, entre otros).
- Industria alimentaria: lácteos, confiterías, conservas, café, panaderías típicas.
- Automotriz: fabricación de autobuses.
- Artesanía: hamacas, textiles, alfarería, talabartería, ebanistería, tenería (curtiduría).
- Industrias mineras: extracción de carbón, asfalto, yeso.
- Manufacturas: textilerías, fábricas de calzado, ropa, cuero; industrias principalmente ubicadas en la zona fronteriza; actualmente se han visto muy contraídas por el diferencial cambiario y el cierre de la frontera.
- Energía: complejo hidroeléctrico Uribante-Caparo.
- Central azucarera del Táchira (Cazta) Ureña. - Central azucarera de gran capacidad que fue expropiada por el gobierno nacional en el año 2015.
- El Táchira tiene una economía muy activa por ser un estado fronterizo donde hay un gran flujo de capitales, bienes y servicios que existe entre Venezuela y Colombia pasa por este estado.

#### Sector terciario o de Servicios
- Bancario: hubo varias instituciones financieras regionales, pero se fusionaron o desaparecieron. La única que ha mantenido su sede principal en la región es el Banco Sofitasa, una sólida institución financiera que sirve de motor económico para el financiamiento de muchos proyectos en la región. El Táchira también es lugar de negocios para muchas otras oficinas bancarias de presencia nacional.

## Educación
El Estado Táchira, es centro de importantes universidades.

### Universidades públicas
- Universidad Nacional Experimental del Táchira - UNET
- Universidad de Los Andes, Núcleo Táchira - ULA
- Universidad Pedagógica Experimental Libertador, Instituto Pedagógico Rural "Gervasio Rubio" - UPEL
- Instituto Universitario de Tecnología Agroindustrial - IUTAI Archivado el 8 de diciembre de 2021 en Wayback Machine.
- Universidad Nacional Experimental Politécnica de la Fuerza Armada, Núcleo Táchira - UNEFA (enlace roto disponible en Internet Archive; véase el historial, la primera versión y la última).
- Universidad Nacional Abierta, Centro Local San Cristóbal - UNA
- Universidad Nacional Experimental Simón Rodríguez, Núcleo La Grita
- Licenciatura en Enfermería Universidad Rómulo Gallegos
- Universidad Bolivariana de Venezuela UBV Núcleo Táchira
- Universidad Politécnica Territorial Manuela Sáenz UPT
- Universidad Nacional Experimental de la Seguridad UNES
- Instituto Universitario Militar Cnel. (F) Aniceto Cubillan Jaimes de la Guardia Nacional

### Universidades privadas
- Universidad Bicentenaria de Aragua, Convenio San Táchira
- Universidad Católica Cecilio Acosta, Extensión San Cristóbal - UNICA
- Universidad Católica del Táchira - UCAT
- Instituto Universitario Politécnico Santiago Mariño, Extensión San Cristóbal - IUPSM
- Colegio Universitario Monseñor de Talavera, Sede San Cristóbal - CUMT
- Instituto Universitario de Tecnología Antonio José de Sucre, Extensión San Cristóbal - IUTAJS
- Instituto Universitario de la Frontera - IUFRONT
- Instituto Universitario de Tecnología Industrial - IUTI
- Instituto Universitario Gran Colombia - IUGC
- Instituto Universitario Jesús Enrique Lossada, Extensión San Cristóbal - IUJEL
- Instituto Universitario de Tecnología Juan Pablo Pérez Alfonzo, Extensión San Cristóbal - IUTEPAL
- Centro Internacional de Educación Continua - Caribbean International University Curaçao - CIDEC-Táchira
- Instituto Universitario Eclesiástico Santo Tomás de Aquino (IUESTA)

https://web.archive.org/web/20170130053325/http://uba.edu.ve/
Universidada Bicentenaria de Aragua - Extensión San Cristóbal

## Turismo

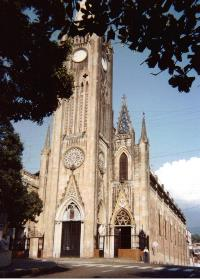
Santuario del Perpetuo Socorro, ícono de San Cristóbal.

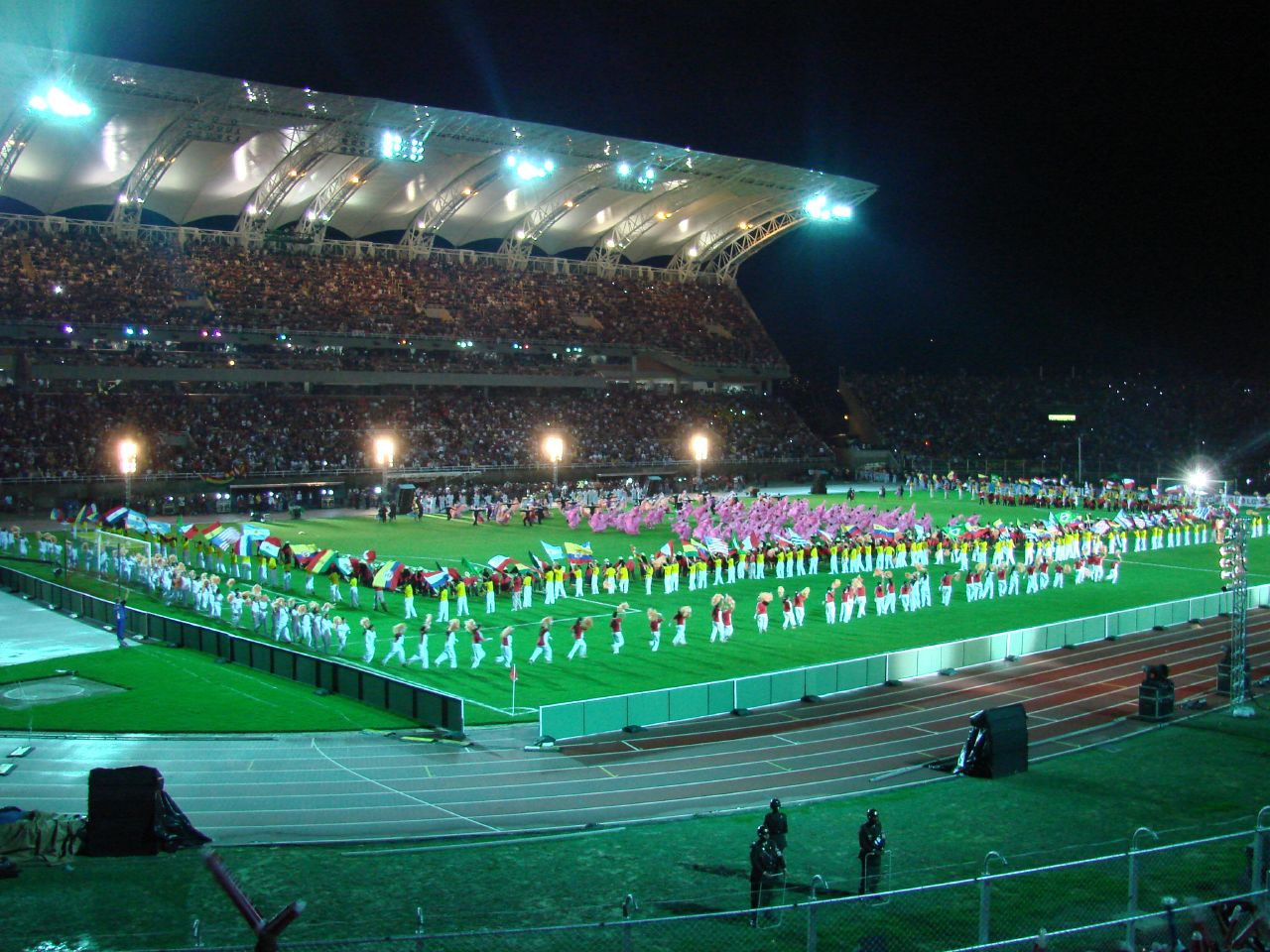
Vista del Polideportivo de Pueblo Nuevo en la inauguración de la Copa América Venezuela 2007.

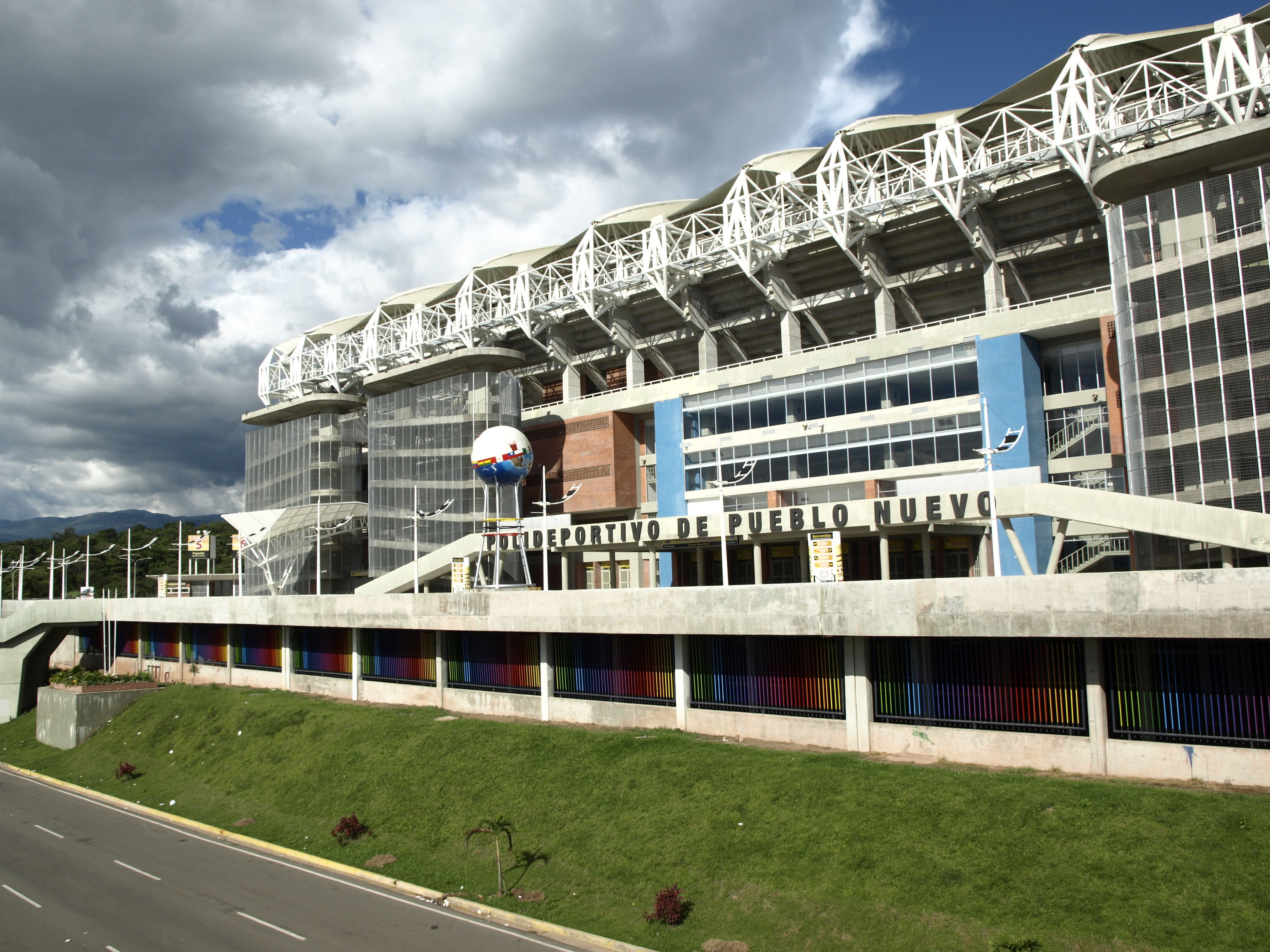
Polideportivo de Pueblo Nuevo.

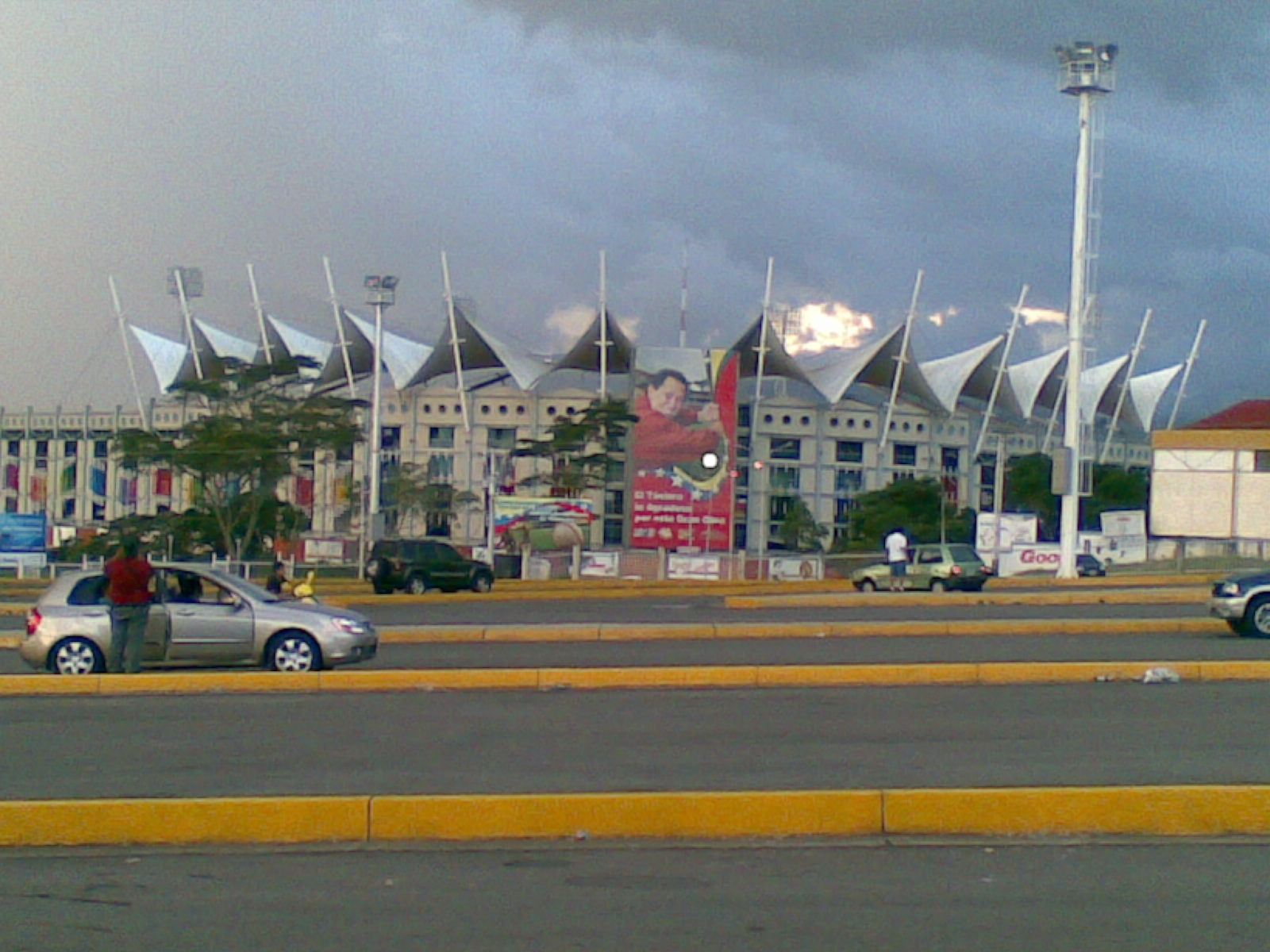
Estadio Metropolitano de Béisbol.

El estado Táchira ofrece distintos atractivos turísticos entre los cuales resaltan los paseos de las rutas de la montaña y los páramos El Zumbador, Los Rosales, La Negra, el Tamá; las zonas ganaderas de la vía al llano y el Sur del Lago (de Maracaibo), la ruta Panamericana, los poblados tradicionales y costumbristas (Peribeca, San Pedro del Río, El Cobre, Pregonero), la arquitectura de San Cristóbal, La Grita, los numerosos restaurantes de comida típica andina, los eventos deportivos realizados en la ciudad de San Cristóbal (principalmente los encuentros del Deportivo Táchira Fútbol Club, de la Liga de Primera División de Venezuela), las ferias y fiestas patronales, principalmente la Feria Internacional de San Sebastián (FISS), entre muchos otros.
También es el Táchira centro de actividades deportivas fluviales, como la pesca deportiva (desarrollada en los numerosos cursos fluviales del Estado, principalmente en los ríos Uribante, Caparo y Doradas), algunas actividades como el canotaje y otras especialidades se desarrollan en el lago artificial formado por la represa Uribante-Caparo, del complejo hidroeléctrico del mismo nombre.
Los sitios de mayor interés, tanto turístico como histórico, se encuentran representados por algunas edificaciones de valor arquitectónico, las cuales se encuentran íntimamente vinculadas con los tachirenses debido a las actividades que allí son desarrolladas tales como edificios públicos, centros religiosos, centros de espectáculos y deportivos.
El Ateneo del Táchira es el más antiguo de Venezuela, aparte de ser el primer centro cultural erigido en la mencionada entidad. Su fundación fue llevada a cabo el 19 de abril de 1907, aunque la construcción que hoy luce fue iniciada en 1935, se ubica en la calle 9 con carrera 6 en el centro de la ciudad de San Cristóbal.
Indudablemente, un punto de interés turístico es el Mercado de los Pequeños Comerciantes, localizado en La Concordia frente al Terminal de Pasajeros de San Cristóbal, es un punto de encuentro de lo más interesante, donde se descubre gran parte de la gastronomía popular tachirense.  Con más de 50 años de historia, este mercado alberga un número considerable de puestos atendidos por sus propios dueños, con una atención y amabilidad entrañable e internacionalmente conocida; muchos de esos negocios familiares que ofrecen una variedad de platos típicos y productos locales, merecen ser degustados por los paladares curiosos.
Una bebida destacada del mercado, indudablemente es "La Bomba", un batido espeso y energético que combina ingredientes como leche, brandy, vino Sansón, vainilla, y componentes poco comunes como ojos y testículos de toro.  Este"batido", al que se le atribuyen propiedades afrodisíacas, es especialmente popular en la refresquería Peñaloza dentro del mercado. Y según muchos residentes, un efecto secundario generado al consumir esta bebida, es una sensación de somnolencia, ya que es de ingesta pesada.
El Mercado de los Pequeños Comerciantes no solo es un lugar para adquirir productos frescos y artesanales, sino también un espacio donde se vive y se saborea la cultura tachirense en cada plato y bebida ofrecidos, además de un espacio que ha sido la fuente de ingresos de centenares de familias, lugar en el que se guardan innumerables recuerdos y, por supuesto, un espacio en el que aparentemente no transcurre el tiempo. 

### Edificios importantes
Algunos edificios importantes de la capital son:
- Centro Cívico de San Cristóbal.
- Mercados cubiertos: (La Guayana, Metropolitano, Los Pequeños Comerciantes, La Ermita, Santa Teresa).
- "Terminal de Pasajeros "Genaro Méndez""
- Hospital Central de San Cristóbal Dr. José María Vargas (HCSC).
- Edificaciones deportivas construidas para los Juegos Nacionales Andes 2005, y Copa América 2007: (Pabellón de Gimnasia, Estadios de fútbol sala, balonmano…)
- Estadio Metropolitano de Béisbol.
- Polideportivo de Pueblo Nuevo.
- Algunos edificios históricos distribuidos en todo el estado.

### Patrimonios edificados
- El Ateneo del Táchira o Antiguo Salón de Lectura.
- Casa Steinvorth
- Museo Antropológico del Táchira
- Centro Cívico
- Puente Libertador
- Monumento Cristo Rey de Capacho
- Plaza Monumental de Toros de Pueblo Nuevo
- Puente Libertador
- Liceo Bolivariano "Simón Bolívar"
- Escuela Nacional de Danza (ENDANZA Táchira)

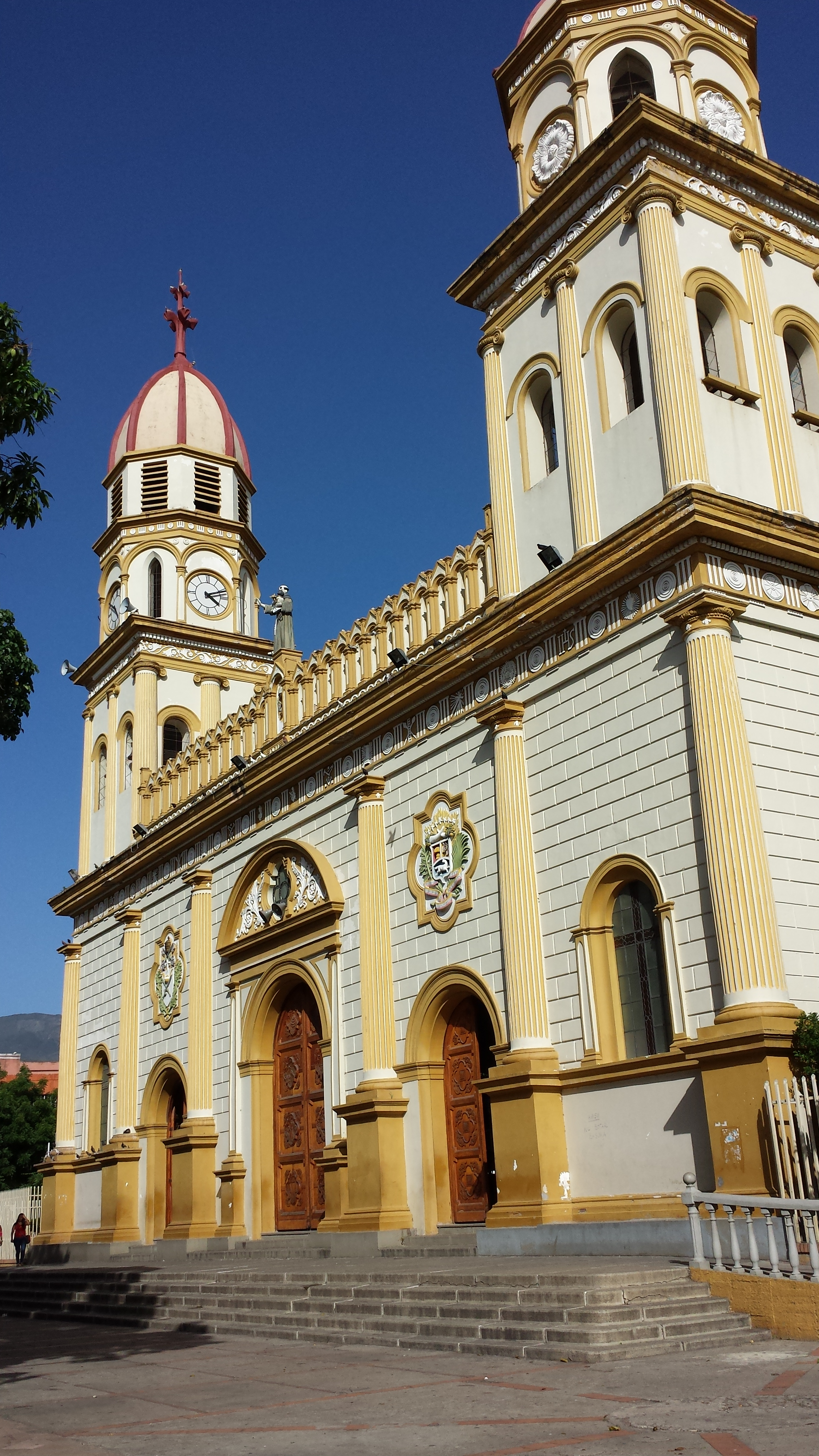
Iglesia de San Antonio de Padua, San Antonio del Táchira

- Monumento Faro de la Marina

### Patrimonios naturales
Algunos patrimonios naturales del Táchira son:
- Monumento natural Abra de Río Frío.
- Parque nacional Chorro El Indio.
- Parque nacional El Tamá.
- Páramo El Zumbador.
- Parque nacional Juan Pablo Peñaloza (Páramos el Batallón y la Negra).
- Casa del Padre
- Aguas Termales en Aguas Calientes Ureña
- Cavernas de la Loma del Viento-Casa de John Rivera

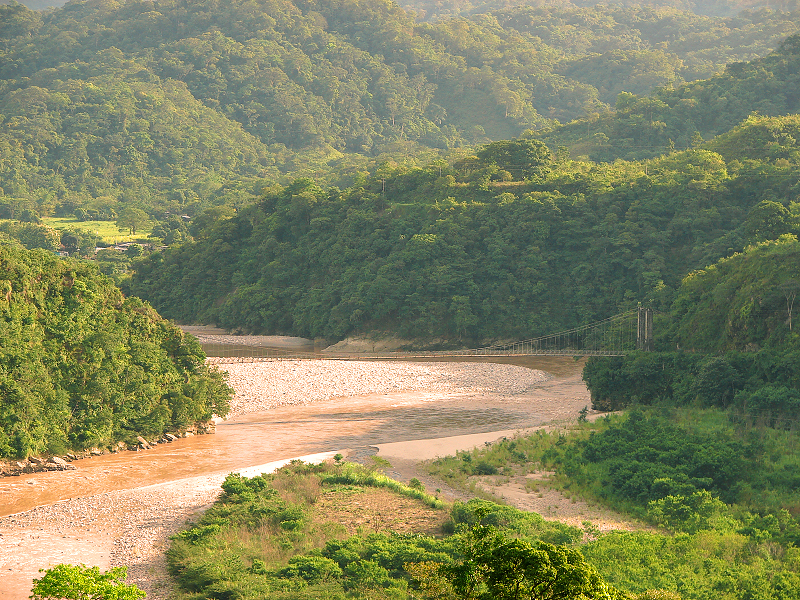
Río Torbes

- Monte Carmelo y sus alrededores

## Deportes
El Estado Táchira, junto a Mérida y Trujillo, se ha caracterizado por ser una región donde el deporte más popular es el fútbol. Actualmente, los principales clubes de fútbol con sede en el estado son el Deportivo Táchira F.C., que ha logrado 11 títulos de la Primera División de Venezuela y es, además, el club venezolano que más veces ha participado en la Copa Libertadores con 22 apariciones. También se encuentran el Ureña Sport Club y el Real Frontera Sport Club, estos dos últimos militantes de la Segunda División de Venezuela. 
También se destaca en ciclismo, siendo el estado con el mayor apoyo del sector público y privado del país a este deporte y el que tiene más practicantes y aficionados, siendo sede de varios equipos amateurs como el Lotería del Táchira, uno de los equipos ciclísticos más antiguos del mundo. Como competencia destacada está la Vuelta al Táchira, segunda de importancia a nivel nacional detrás de la Vuelta a Venezuela, siendo desde hace varios años la primera carrera de la temporada del UCI America Tour.
Algunas instalaciones deportivas incluyen el Complejo Deportivo “Juan Maldonado”, el Parque “La Marina”, el Parque “Metropolitano”, el Complejo Deportivo “Paramillo”, el Complejo Deportivo “Pueblo Nuevo” que cuenta con instalaciones como el Velódromo J. J. Mora, el Estadio Metropolitano de San Cristóbal, la Plaza Monumental de Toros, el Gimnasio Armino Gutiérrez Castro y el Estadio Polideportivo de Pueblo Nuevo.

## Infraestructura

### Transporte
El Táchira posee importantes autopistas y una red de carreteras que cubren gran parte de su territorio y lo comunican con el resto del país: la Carretera Trasandina, la carretera Panamericana o Troncal 1, la vía al llano o troncal 5 y la Autopista San Cristóbal - La Fría que se encuentra actualmente en construcción. También cuenta con tres puentes internacionales que lo comunican con la vecina Colombia: Puente Internacional Simón Bolívar, Puente Internacional Francisco de Paula Santander y el Puente Internacional Las Tienditas.
El estado cuenta con 4 aeropuertos, de los cuales 3 son catalogados como internacionales: Aeropuerto Internacional Juan Vicente Gómez (cerrado), Aeropuerto Internacional de Santo Domingo y el Aeropuerto Internacional "Francisco García de Hevia" de La Fría, también cuenta con el Aeropuerto de Paramillo un aeropuerto de pequeña capacidad.

## Medios de comunicación

### Medios impresos
Los periódicos del estado tienen su sede en San Cristóbal, estos son el Diario Católico y el Diario La Nación. Además de los mencionados existe el Diario de los Andes, originario del estado Trujillo, el cual tiene redacción y tiraje propios para el Táchira.

### Televisión
Existen canales de televisión regionales de señal abierta:
- Televisora Regional del Táchira (TRT), el más antiguo.
- TVCT Canal 21, una planta televisora con señal abierta.
- Buena TV, el canal de más reciente creación.

Así como otros canales de carácter comunitario, como Vida TV en Rubio y Montaña TV en Cordero.
De igual manera en Ureña está una televisora que cubre la frontera, de ambos lados Intercanal Canal 10.
Actualmente se transmite la señal los canales colombianos como Caracol TV, RCN Canal 1, Citytv y Canal TRO para este estado.

### Radio
La radio es el medio de comunicación de mayor tradición en el estado, las primeras recepciones se hicieron a través del servicio radiofónico de Venezuela en 1926. En 1933 con un pequeño transmisor de menos de un kilómetro de alcance se puso en funcionamiento de modo informal Radio Táchira en la capital de estado, esta fue la primera emisora de la región y una de las pioneras de la radio en Venezuela; posteriormente en 1935 inició sus transmisiones formales La Voz del Táchira (llamada desde 1971 Radio Táchira). Entre las estaciones capitalinas (en AM) más representativas se cuentan Ecos del Torbes (fundada en 1947), que actualmente puede ser escuchada desde cualquier lugar del mundo y cuenta con su propio sitio web de noticias; también están las emisoras Radio Táchira, Radio Noticias 1060 (antes Ondas de América y Radio San Cristóbal (en operaciones desde 1954) que pertenecen al mismo circuito radial González Lovera y Radio San Sebastián.
En el interior del estado la radio también ha alcanzado un desarrollo importante. Así, ya en 1954 en la ciudad de Rubio empezó a transmitir la estación Ecos de Junín, posteriormente llevada a San Cristóbal. En 1965, surgió Radio Frontera en San Antonio del Táchira y en 1970 Radio Sucesos de Táriba y Radio el Sol de La Fría.
La frecuencia modulada (FM) comenzó a desarrollarse a partir de los años 1990 con la puesta en escena de la estación 102.1 Stereo, conocida hoy como La Mega 102.1FM (actualmente perteneciente al Circuito Mega). A partir de entonces la FM se ha desarrollado ampliamente tanto en la capital como al interior del estado.

## Gobierno y política
El Estado es autónomo e igual en lo político al resto de los de Venezuela, su administración y sus poderes públicos están organizados por medio de la Constitución del Estado Táchira, aprobada por el Consejo Legislativo y publicada en gaceta oficial extraordinaria del estado Táchira número 778 el 9 de febrero de 2001.
Está compuesto por el gobernador de Táchira y un grupo secretarios estadales. El Gobernador es elegido por el pueblo mediante voto directo y secreto para un período de cuatro años y tiene la posibilidad de reelección para periodos iguales y de un referéndum revocatorio a mitad de su mandato, siendo el encargado de la administración estadal.
El Estado escoge su propio Consejo Legislativo además de un Gobernador que es el Jefe del Ejecutivo del Estado y es electo cada 4 años; a partir de 1989, antes de ese año era elegido por el presidente en funciones, su último Gobernador designado por el presidente de la República Carlos Andrés Peréz, fue el gobernador Jorge Enrique Romero[cita requerida], desde 1989 se escoge bajo elecciones directas, siendo la actual Gobernador Freddy Bernal electo en el año 2021

### Poder legislativo
La legislatura del Estado recae sobre el Consejo Legislativo del Estado Táchira unicameral, elegidos por el pueblo mediante el voto directo y secreto cada (4) cuatro años pudiendo ser reelegidos para nuevos períodos consecutivos, bajo un sistema de representación proporcional de la población del Estado y sus municipios. El Estado cuenta con 13 legisladores.

### Policía
El estado Táchira de acuerdo a lo establecido en el artículo 164 de la Constitución de la República Bolivariana de Venezuela y el artículo de 45 numeral de la Constitución del estado Táchira de 2014 tiene su propio cuerpo policial, denominado Politáchira, creado en julio de 1960. [cita requerida] Sus funciones están reguladas por leyes estatales y nacionales, a saber, la Ley del Instituto Autónomo de Policía del Estado Táchira, la primera; y la ley orgánica del servicio de policía, la segunda. Depende de la Secretaría de Seguridad del estado y es la principal encargada de la seguridad regional.